# Euploea sobrina
Euploea sobrina är en fjärilsart som beskrevs av Johannes Karl Max Röber 1891. Euploea sobrina ingår i släktet Euploea och familjen praktfjärilar. Inga underarter finns listade i Catalogue of Life.